# Detlef
Detlef  è un nome proprio di persona tedesco, basso tedesco e scandinavo maschile.

## Varianti
- Maschili: Detlev[1][2], Ditlef[2], Ditlev[2], Detlof[2], Detlov[2]

## Origine e diffusione
Discende da un nome germanico attestato come Theotleip, composto dalle radici theud ("popolo") e leib ("eredità" o "erede", "discendente"); la prima delle due è assai comune nell'onomastica germanica, e si ritrova ad esempio in Teobaldo, Teodemaro, Teodolinda, Teodorico e Dieter.

## Onomastico
L'onomastico si può festeggiare il 23 novembre in memoria del beato Detlef, canonico premostratense e vescovo di Ratzeburg.

## Persone
- Detlef Franke, egittologo tedesco
- Detlef Garbe, storico tedesco
- Detlef Kästner, pugile tedesco
- Detlef Michel, giavellottista tedesco
- Detlef Richter, bobbista tedesco
- Detlef Schrempf, cestista e allenatore di pallacanestro tedesco

### Variante Detlev
- Detlev Buchholz, fisico tedesco

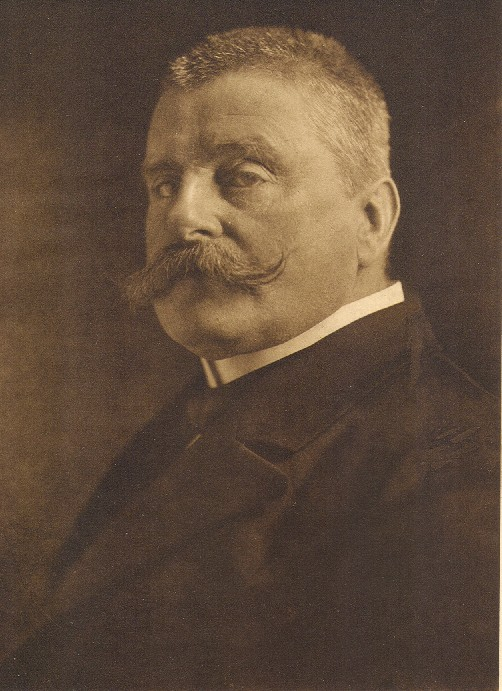
Detlev von Liliencron

- Detlev Buck, regista, sceneggiatore, attore e produttore cinematografico tedesco
- Detlev Claussen, sociologo tedesco
- Detlev Karsten Rohwedder, manager e politico tedesco
- Detlev Peukert, storico tedesco
- Detlev von Liliencron, poeta e scrittore tedesco

### Altre varianti
- Ditlev Gothard Monrad, politico e vescovo danese
- Detlof von Winterfeldt, militare e diplomatico tedesco